# 羅濟夫卡 (克拉斯尼奧克尼區)
47°27′16″N 29°19′54″E / 47.45444°N 29.33167°E
羅濟夫卡（烏克蘭語：Розівка）是位於烏克蘭西南部的村莊，由敖德萨州波季利斯克区的奧克尼市鎮負責管轄。該村始建於1840年，面積0.17平方公里，海拔高度78米，2001年人口30，人口密度每平方公里176.47人。